# Scheltema (Harlingen)
Scheltema is een uit Friesland afkomstig geslacht dat onder anderen hoogleraren, kunstenaars en bestuurders leverde.

## Geschiedenis
De stamreeks begint met Schelte Pieters die bouwheer en timmerman te Harlingen was. Zijn kleinzoon, Schelte Pieters Scheltema (1741-1832), vestigde zich op Ameland waarna enkele telgen bestuurders werden. Tevens leverde het geslacht kunstschilders en hoogleraren.
Het geslacht werd opgenomen in 1941 in het genealogische naslagwerk Nederland's Patriciaat. Daarin is ook een ander geslacht Scheltema opgenomen waarvan men tot 1938 dacht dat ze dezelfde stamvader hadden. Uit in dat laatste jaar gedaan onderzoek bleek dat niet kon worden aangetoond dat beide geslachten verwant waren. De beide geslachten zijn daar nu afzonderlijk opgenomen, het eerste als de zogenaamde Franeker "tak", het tweede geslacht (dit) als de Harlinger "tak".

## Enkele telgen
Pieter Scheltes Scheltema (1702-1771), herbergier, winkelier en gerichtsbode te Harlingen
- Schelte Pieters Scheltema (1741-1832), chirurgijn en vroedmeester te Nes (Ameland)
  - Jan Scheltes Scheltema (1783-1867), assessor, landeigenaar, koopman, honorair consul op Ameland
    - Schelte Jans Scheltema (1807-1844), landbouwer op Ameland
      - Jacob Scheltes Scheltema (1841-1909), zeeman
        - Jan Jacobs Scheltema (1880-1934), architect, lid gemeenteraad en wethouder van Leeuwarden

    - Gabbe Jans Scheltema (1808-1877), binnenschipper
      - Foppe Gabbes Scheltema (1831-1899), aannemer van waterstaatswerken
        - Prof. Gabbe Scheltema (1864-1951), hoogleraar kindergeneeskunde
          - Prof. dr. Foppe Gabbe Scheltema (1891-1939), hoogleraar burgerlijk en handelsrecht
            - Marietje d'Hane-Scheltema (1932), classica en vertaalster

          - Prof. mr. Herman Jan Scheltema (1906-1981), hoogleraar rechtsgeschiedenis en tevens schrijver/dichter

      - Teunis Gabbes Scheltema (1850-1915), kandidaat-notaris, secretaris-penningmeester van Waterschappen te Wateringen
        - Leendert Scheltema (1876-1966), kunstschilder
- Taco Scheltema (1766-1837), kunstschilder
  - Dr. Salomon Pieter Scheltema (1801-1873), arts
    - Taco Jan Scheltema (1831-1867), kunstschilder

Geslachten die opgenomen zijn in het sinds 1910 verschijnende genealogische naslagwerk Nederland's Patriciaat. Lijst volgens opgave van het CBG Centrum voor familiegeschiedenis.
A · B · C · D · E · F · G · H · I · J · K · L · M · N · O · P · Q · R · S · T · U · V · W · Y · Z